# Abdullah Al Shami
Abdullah Al Shami (tiếng Ả Rập: عبدالله الشامي ) (born ngày 28 tháng 10 năm 1994) là một cầu thủ bóng đá Syria hiện tại thi đấu cho Al-Fahaheel ở Giải bóng đá ngoại hạng Kuwait.